# Ambrósio Schupp
Ambrósio Schupp (Montabaur, 1840 — Porto Alegre, 1914) foi um sacerdote jesuíta, educador e escritor teuto-brasileiro.
Schupp era poliglota, sendo conhecedor dos dialetos frâncicos, inclusive do Riograndenser Hunsrückisch falado ainda hoje por milhares de pessoas no sul do Brasil; além disso, o alemão clássico, o Hochdeutsch, o português, o espanhol, e o latim, entre outras.
Formado na Universidade de Würzburg, chegou ao Brasil em 10 de outubro de 1874, quando a Revolta dos Muckers chegava ao fim. Instalou-se inicialmente em São Leopoldo e depois em Porto Alegre.
Foi diretor do colégio Senhora da Conceição, em São Leopoldo, ao mesmo tempo que era pároco de capelas em São Leopoldo, Hamburgerberg, Lomba Grande, Sapiranga e Mundo Novo. Em 1901, foi nomeado diretor do Seminário Episcopal. Em 1904, transferiu-se para Rio Grande, onde foi diretor do colégio jesuíta da cidade e depois para Pelotas, onde foi professor no Ginásio São Luís.

## Obras
Escreveu diversas obras, em pelo menos três idiomas, entre elas:
- A evolução e o homem, 1909
- As cobras do Rio Grande do Sul, 1913
- Fenômenos luminosos no mundo orgânico, 1905
- Os Muckers - Episódio Histórico Ocorrido Nas Colônias Alemãs do Rio Grande do Sul, 1912, sobre a Revolta dos Muckers.